# Smågnagarloppor
Smågnagarloppor (Leptopsyllidae) är en familj av loppor. Enligt Catalogue of Life ingår smågnagarloppor i överfamiljen Ceratophylloidea, ordningen loppor, klassen egentliga insekter, fylumet leddjur och riket djur, men enligt Dyntaxa är tillhörigheten istället ordningen loppor, klassen egentliga insekter, fylumet leddjur och riket djur. Enligt Catalogue of Life omfattar familjen Leptopsyllidae 254 arter. 

## Bildgalleri

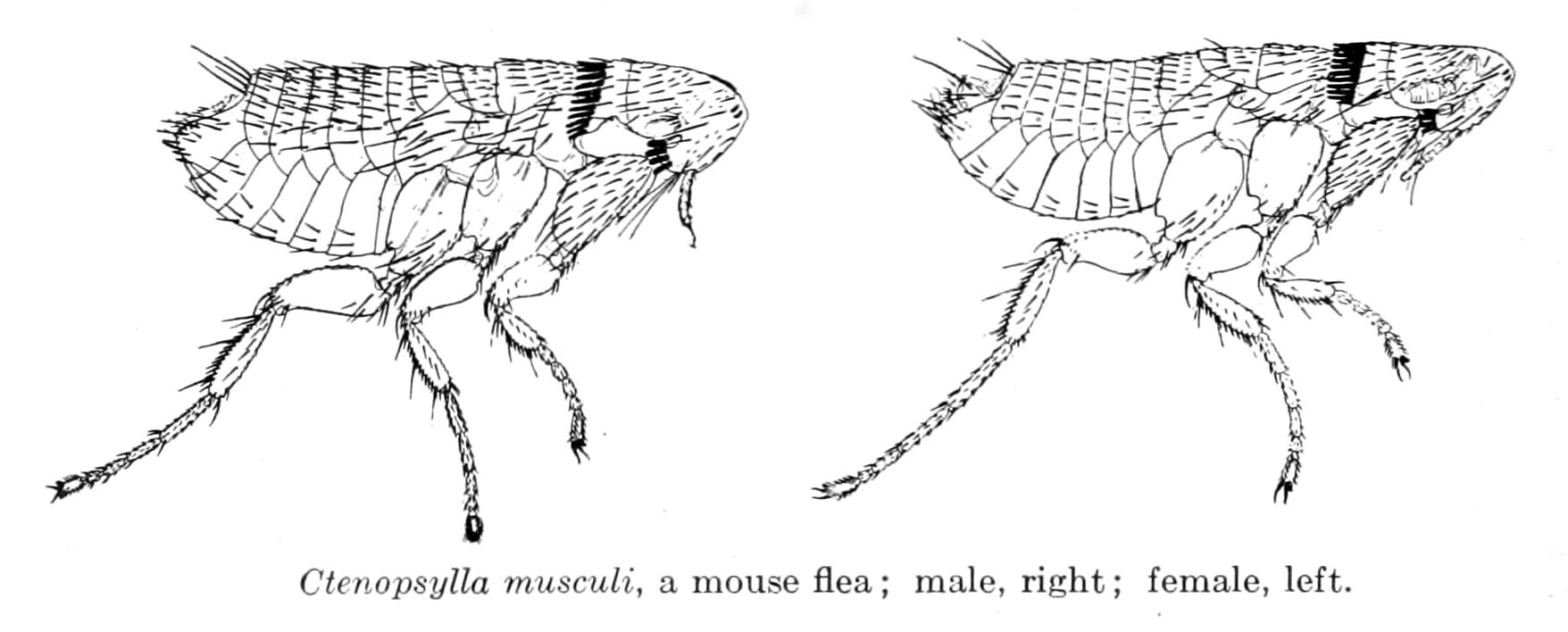

## Dottertaxa till smågnagarloppor, i alfabetisk ordning[1][2]
- Aconothobius
- Acropsylla
- Amphipsylla
- Brachyctenonotus
- Caenopsylla
- Calceopsylla
- Chinghaipsylla
- Conothobius
- Cratynius
- Ctenophyllus
- Desertopsylla
- Dolichopsyllus
- Frontopsylla
- Geusibia
- Hopkinsipsylla
- Leptopsylla
- Mesopsylla
- Minyctenopsyllus
- Ochotonobius
- Odontopsyllus
- Ophthalmopsylla
- Ornithophaga
- Paractenopsyllus
- Paradoxopsyllus
- Pectinoctenus
- Peromyscopsylla
- Phaenopsylla
- Sigmactenus
- Tsaractenus
- Typhlomyopsyllus